# Epilepsia frontal nocturna
La epilepsia frontal nocturna (EFN) es un tipo de epilepsia de origen focal que solo ocurre durante el sueño profundo que se manifiesta de diferentes formas: gritos, movimientos de los pies, salir de la cama rápidamente etc. Este tipo de crisis son cortas (suelen ser unos segundos aunque se ha reportado casos que llega a ser menos de dos minutos)y que el paciente no llega a recordar o tiene un recuerdo leve. Además, se suelen repetir varias veces durante la etapa del sueño profundo, desde una crisis hasta 20 crisis por noche. 
La enfermedad es reconocida como enfermedad rara o poco frecuente con una prevalencia estimada de 1,8/100.000 individuos, y representa alrededor del 10% de los casos quirúrgicos resistentes a los medicamentos.

## Causas
Las causa de este tipo de epilepsia son las mismas que otro tipo de epilepsia. Aun así se comentan cada una de ellas
- Idiopática: La causa es desconocida. Es la forma más común.
- Criptogénica: En este caso tampoco se sabe la causa pero se descarta la posibilidad de que sea causado de manera genética.
- Genética: La enfermedad es causada porque se transmite un gen que provoca al hijo la enfermedad.
- Tumor: suele ser la consecuencia de la epilepsia. Para descartarlo normalmente se realiza un resonancia magnética.
- Traumatismo: se debe a una lesión provocada por un golpe fuerte golpe que además el paciente se queda inconsciente durante un tiempo.

## Diagnóstico diferencial
El diagnóstico de EFN se realiza mediante una polisomnografía de sueño nocturno o análisis genético si en la familia hay más personas con este tipo de epilepsia.
Por otro lado, el diagnóstico de la enfermedad suele ser tardía ya que se suele identificar con parasomnias (como terror nocturno, sonambulismo, trastorno del sueño REM etc.). En las parasomnias las personas suelen interactuar con el ambiente, coger objetos y la crisis dura más tiempo que las personas con epilepsia frontal nocturna. 
Las crisis de pacientes con EFN son de corta duración y se realiza un movimiento rápido tipo sacudida. Además, la persona no interactúa con el medio como por ejemplo vestirse o coger algún objeto o hablar. Por último, si el paciente antes de la crisis ve un aura es señal de que es una crisis epiléptica.Si el paciente tiene varios episodios durante la noche también es un indicador de que se trata de EFN y no un tipo de parasomnia.
Según los estudios científicos hay dos formas de diferencias EFN de las parasomnias. Estas son: 
|                                               | Trastornos de la excitación           | Pesadillas                  | Trastorno de conducta del sueño REM              | EFN                                                 |
| --------------------------------------------- | ------------------------------------- | --------------------------- | ------------------------------------------------ | --------------------------------------------------- |
| Edad de inicio                                | 3 - 8                                 | Generalmente 3 - 6          | +50                                              | Cualquier edad                                      |
| Género                                        | Cualquiera                            | Cualquiera                  | Predominio masculino                             | Predominancia de hombres                            |
| Evolución de la enfermedad                    | Tiene a desaparecer                   | Tiende a desaparecer        | Rara remisión espontánea                         | Estable, incremento de la frecuencia, rara remisión |
| Episodios por mes                             | Generalmente esporádico               | Esporádico                  | Casi todas las noches                            | Casi todas las noches                               |
| Ocurrencia durante la noche                   | Generalmente en el primer tercio      | Último tercio               | Al menos 90 minutos después del inicio del sueño | En cualquier momento                                |
| Inicio de los episodios en la etapa del sueño | Sueño No REM (N3)                     | Sueño REM                   | Sueño REM                                        | No REM (Principalmente N2)                          |
| Factores desencadenantes                      | privación de sueño, enfermedad febril | Estrés, eventos traumáticos |                                                  |                                                     |
| Episodios/noche                               | Generalmente uno                      | Generalmente 1              | De 1 a varios 1-2                                | Varios                                              |
| Duración del episodio                         | 1 - 10                                | 3 - 30 minutos              | Minutos                                          | Segundos a 3 minutos                                |
| Conciencia si se despierta                    | Generalmente deteriorado              | Normal                      | Normal                                           | Normal                                              |
| Recuerdo del episodio del despertar           | No                                    | Sí                          | Sí                                               | No constante                                        |

Seizure European journal of Epilepsy diferencia los diferentes episodios de la siguiente forma 
- No REM (parasomnias) Trastornos de la excitación.
  - Tiende a desaparecer a lo largo de la vida
  - Factores desencadenantes
  - Primer tercio de la noche

- REM (parasomnias). Dos tipos:
  - RBD
    - A menudo en neurodege.trastornos
    - Generalmente aparición tardía
    - Sin antecedentes familiares
    - Memoria de la mentalidad de los sueños

  - Pesadillas
    - Tiende a desaparecer a lo largo de la vida.
    - Último tercio de la noche
    - Activación autonómico leve
    - Memoria de la mentalidad de los sueños
- EFN:
  - Cualquier edad
  - En cualquier momento durante la noche
  - Varios por la noche
  - Breve duración (segundos)
  - Patrón motor estereotipado

## Tratamiento
La enfermedad, al igual que los otros tipos de epilepsia, es crónico y un estudio realizado en 2014 indica que no se reporta mejoría en pacientes con EFN. Sin embargo se ha visto que 4 medicamentos son los mejores para esta enfermedad que son: carbamazepina topiramato, lacosamida, acetazolamida,  y perampanel. La carbamazepina (CBZ) se ha considerado tradicionalmente como la opción de tratamiento de primera línea en los pacientes con EFN.
Por otro lado, la cirugía, al igual que en otros tipos de epilepsia, se puede considerar para eliminar la enfermedad. 

## Tratamiento no farmacológico
No hay ningún estudio, fármaco ni acción para mejorar a los pacientes con EFN. Pero al ser el EFN un tipo de epilepsia los estudios podrían llegar a ayudar a los pacientes. Por otro lado, hay que tener en cuenta que los estudios investigados son pocos y realizado a pocos pacientes, por lo que no va a llegar a quitar la enfermedad en sí. De todas formas, se hace una recopilación de lo que mencionan los diferentes estudios:    
- Romero: la planta de romero parece ser tener propiedades antiepilépticas.[12] Sin embargo, un estudio analiza que el aceite esencial de romero puede provocar crisis.[13] Hay un tercer estudio que menciona que el aceite esencia de romero «aumento de la latencia de las convulsiones, disminución de la intensidad y diferencias en la calidad de las convulsiones, características, desde simples espasmos hasta convulsiones completas».[14]Este último caso parece que el romero sí puede ser algo útil para tratar la epilepsia. Pero como se concluye y como lo dicen los autores se necesitan más estudios para sacar conclusiones.
- Aceites esenciales. Un estudio titulado "The Effects of Various Essential Oils on Epilepsy and Acute Seizure: A Systematic Review»[15](2019) utiliza diferentes aceites esencial para tratar la epilepsia, aunque ninguno de ellos son de fácil acceso.
- Dieta cetogénica:[16][17] es un tipo de dieta baja en carbohidratos y alta en grasas. Se ha visto que este tipo de dieta reduce las crisis epilépticas. Por otro lado, no suele ser recomendado además que también tiene efectos secundarios.
- Un estudio del 2021 menciona que los pacientes que consumen muchas calorías y poca verdura sufren de más crisis.[18]
- Efecto Mozart: Estudios asocian que la obra Sonata para dos pianos de Mozart (K. 448) puede reducir los signos epileptiformes.[19]

## Nomenclatura científica
En español la información para entender la enfermedad es escasa. Para conocer la enfermedad es mejor revisar estudios científicos en inglés en páginas como Pubmed, Taylor & Francis Online.

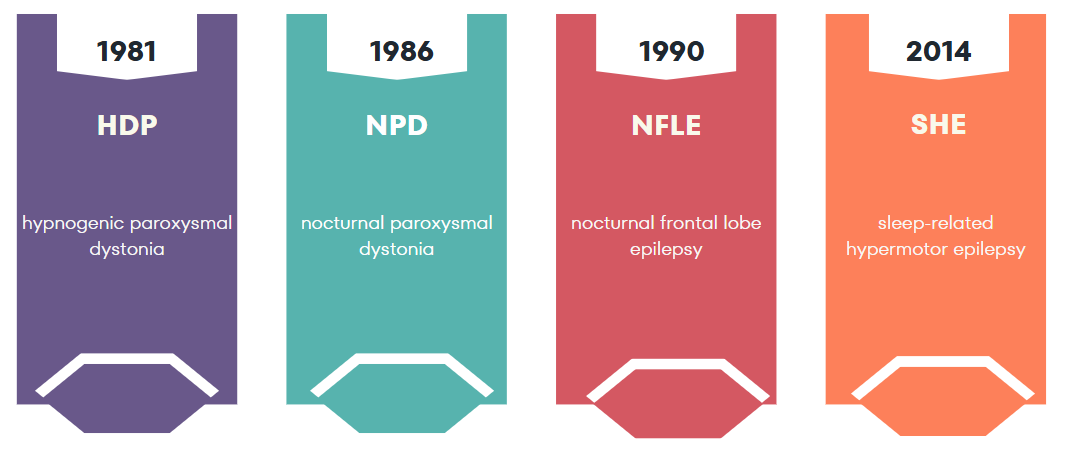
Secuenciación de los nombres puestos a la epilepsia frontal nocturna

La nomenclatura a la cual se llamaba a la enfermedad ha ido cambiando con el paso de los años. Los cambios fueron los siguientes:
- 1981: HPD, hypnogenic paroxysmal dystonia (HPN)
- 1986: nocturnal paroxysmal dystonia (NPD)
- 1990: Nocturnal frontal lobe epilepsy (NFLE)[21]
- 2014: sleep-relatesd hypermotor epilepsy (SHE)[22]

ADNFLE (Autosomic Dominat Nocturnal Frontal Lobe) o ADSHE (Autosomic Dominant Sleep-related Hypermotor Epilepsy) . Es la misma enfermedad solo que se sabe que es de origen genético. (Autosómico dominante). Para conocer que es ADNFLE es necesario realizar una prueba genética y también saber que es un familia hay casos de epilepsia.
Por último, existe un tipo de epilepsia frontal en la que los signos epileptiformes no solo ocurren durante el sueño llama  Frontal lobe epilepsy (FLE).

## Daño estructural en pacientes con EFN
Un estudio realizado en 2023 a 60 persona reportó la disminución de materia gris en el cerebro.  Por otro lado, los mismos autores tiene un estudio que menciona que jugar a fútbol aumenta la materia gris . Pero más allá de lo que se produce a nivel celular no se ve cambios importantes hacia la persona tales como trastornos de personalidad u otras enfermedades relacionadas con EFN.

## Otros estudios
Los pacientes con epilepsia frontal (no se comenta que fuese EFN) tienen una mayor vulnerabilidad a desarrollar conductas problemáticas con el juego tipo ludopatías.